# Australinina spatula
Australinina spatula är en tvåvingeart som beskrevs av Kim 1994. Australinina spatula ingår i släktet Australinina och familjen lövflugor.
Artens utbredningsområde är Northern Territory, Australien. Inga underarter finns listade i Catalogue of Life.